# A História Completa
A História Completa (em árabe: الكامل في التاريخ, al-Kāmil fit-Tārīkh), é um livro clássico de história islâmica escrito por Ali ibne Alatir. Composto em ca. 1231 d.C./628 d.H., é uma das obras históricas islâmicas mais importantes. Alatir foi contemporâneo e membro da comitiva de Saladino, o sultão do Egito que capturou Jerusalém dos cruzados e reduziu maciçamente as propriedades europeias no Levante, deixando o Principado de Antioquia e o Condado de Trípoli muito reduzidos e apenas algumas cidades na costa do Reino de Jerusalém. A História Completa é organizada em vários volumes, anos e subseções. Cada volume é dividido em ordem cronológica em anos. Por exemplo, o ano 491 AH começa "então o ano um e noventa e quatrocentos começou". Cada ano tem várias seções dedicadas a eventos importantes, que não estão necessariamente em ordem cronológica. Essas subseções podem incluir as mortes, nascimentos e sucessões dinásticas de grandes estados, como o Império Seljúcida. As subseções também incluem grandes eventos políticos, o aparecimento de grupos como os francos ou os tártaros (mongóis), e grandes batalhas como o Cerco de Jerusalém de 1099